# 清水河 (黄泥河)
清水河，位于中国云南省东部罗平县境内，是黄泥河右岸支流。发源于罗平县长底布依族乡把左村，向东流经舍克、清水河、钟山乡，最后于乃革沙（乃格沙）村入黄泥河干流上的鲁布革水库。河长17公里，落差533米，流域面积79.38平方公里。年径流量0.68亿立方米。